# Hydromanicus formosus
Hydromanicus formosus är en nattsländeart som beskrevs av Banks 1931. Hydromanicus formosus ingår i släktet Hydromanicus och familjen ryssjenattsländor. Inga underarter finns listade i Catalogue of Life.